# Yên Huệ hầu
Yên Huệ hầu (chữ Hán: 燕惠侯; trị vì: 864 TCN-827 TCN), là vị vua thứ 10 của nước Yên - chư hầu nhà Chu trong lịch sử Trung Quốc.
Sử ký không xác định được vài đời vua giữa Triệu Khang công và Yên Huệ hầu, chỉ xác định Yên Huệ hầu là cháu 10 đời của Triệu Khang công – em vua Chu Vũ Vương. Yên quốc sử cảo chỉ bổ sung được 5 đời vua Yên từ thứ 1 đến thứ 5 và cũng không xác định được 4 đời vua trước Yên Huệ hầu.
Ông là hậu duệ mười đời của Triệu công Thích, không rõ tên là gì, cũng không rõ cha mẹ ông là ai. Ông lên ngôi vua năm 864 TCN.
Sử ký không ghi chép sự kiện xảy ra liên quan tới nước Yên trong thời gian ông làm vua.
Năm 827 TCN, Huệ hầu qua đời. Ông ở ngôi được 37 năm. Con ông là Cơ Trang lên kế vị, tức là Yên Li hầu.